# Amvrosij (Ševcov)
Amvrosij (světským jménem: Andrej Grigorjevič Ševcov; * 9. prosince 1975, Homel) je běloruský duchovní Běloruské pravoslavné církve a biskup borisovský a marjinohorský.

## Život
Narodil se 9. prosince 1975 v Homeli.
Roku 1992 dokončil střední školu. Během studia byl hypodiákonem biskupa homelského a žlobinského Aristarcha (Stankeviče). Poté nastoupil na Minský duchovní seminář. Dne 8. prosince 1994 se stal prvním obyvatelem nového Mikolského monastýru v Homeli, kde byl 7. července 1995 postřižen na monacha se jménem Amvrosij na počest svatého Ambrože Optinského.
Dne 16. července 1995 byl biskupem Aristarchem rukopoložen na jerodiákona a 21. května 1997 na jeromonacha. Dne 22. října 2002 byl povýšen na igumena.
V prosinci 1998 byl převeden do služby katedrálního chrámu svatých Petra a Pavla, zároveň byl ustanoven vedoucím kanceláře homelské eparchie. Dne 25. února 2012 byl povýšen na archimandritu a 12. března se stal představeným Mikolského monastýru.
Roku 2015 dokončil Minskou duchovní akademii.
Dne 4. dubna 2017 byl Svatým synodem Běloruské pravoslavné církve jmenován předsedou Synodní komise pro kanonizaci svatých.
Dne 23. srpna 2019 byl synodem zvolen biskupem svetlahorským a vikářem homelské eparchie. Volbu potvrdil Svatý synod Ruské pravoslavné církve 30. srpna. Biskupská chirotonie proběhla 6. října v chrámu Krista Spasitele v Moskvě. Hlavním světitelem byl patriarcha moskevský a celé Rusi Kirill.
Dne 5. října 2023 Synod požádal o jeho jmenování do funkce biskupa borisovského a marjinohorského. Dne 27. prosince byl Svatým synodem do této pozice jmenován.